# Scott Stroman
Scott Stroman (* 3. April 1958 in Kendallville (Indiana)) ist ein amerikanischer Jazzmusiker (Posaune, Gesang), Komponist und Dirigent, der vor allem in Großbritannien tätig ist.

## Leben und Wirken
Stroman, der bis 1976 die Highschool besuchte, studierte Musikwissenschaft an den Universitäten von North Illinois und Miami (Master 1982). Während des Studiums spielte er bei Dizzy Gillespie, Louis Bellson, Frank Rosolino und Marvin Stamm. Auch leitete er eigene Bands und war in Miami in Salsabands aktiv. Seit 1983 unterrichtet er an der Guildhall School of Music die Geschichte der klassischen modernen Musik; weiterhin organisiert er dort klassische Konzerte und Jazz-Workshops und leitet die Jazz-Bigband der Hochschule. 1984 begründete er die Guildhall Summer School, die sich als die bedeutendste Semesterferienkurse für Popularmusik in England etablierten. Mit dem Opus 20 String Orchestra widmet er sich seit 1985 der Neuen Musik.
Gemeinsam mit Noel Langley betreibt er das London Jazz Orchestra. Weiterhin spielt er im Quintett mit Bobby Wellins. Auf den Tonträgern der von ihm geleiteten Guildhall Jazz Band sind einige seiner jazzorientierten Kompositionen zu hören. Seine sinfonischen Kompositionen wurden vom London Philharmonic Orchestra, dem London Philharmonic Youth Orchestra, Opus 20, Western Sinfonia, Phoenix Ensemble und der Young Sinfonia aufgeführt. Auch fungierte er als Arrangeur und musikalischer Leiter von Billy Cobhams Extended Works und hat auch mit Musikern wie Youssou N’Dour, Herbie Hancock, Kenny Wheeler und June Tabor zusammengearbeitet.

## Diskographische Hinweise
- Guildhall Jazz Band Walk Softly (1987)
- Guildhall Jazz Band Midnight Oil
- Cennet Jonsson / Scott Stroman Project 1
- Jazz Mass (2007)

## Lexigraphische Einträge
- Ian Carr, Digby Fairweather, Brian Priestley: Rough Guide Jazz. Der ultimative Führer zur Jazzmusik. 1700 Künstler und Bands von den Anfängen bis heute. Metzler, Stuttgart/Weimar 1999, ISBN 3-476-01584-X.